# SuperLiga nordamericana 2008
La SuperLiga nordamericana 2008 è stata la seconda edizione della SuperLiga, vi hanno partecipano le quattro migliori squadre della stagione 2007 della Major League Soccer e della Primera División de México.
Il torneo è stato vinto dalla squadra statunitense dei New England Revolution che ha superato in finale i connazionali Houston Dynamo. 

## Squadre partecipanti
| Major League Soccer        | Major League Soccer    |
| -------------------------- | ---------------------- |
| D.C. United                | 1°                     |
| Chivas USA                 | 2°                     |
| Houston Dynamo             | 3°                     |
| N.E. Revolution            | 4°                     |
| Primera División de México |                        |
| Guadalajara                | Campione Apertura 2006 |
| Pachuca                    | Campione Clausura 2007 |
| Atlante                    | Campione Apertura 2007 |
| Santos Laguna              | Campione Clausura 2008 |

## Gruppo A

### Classifica
| Squadra        | Pt. | PG | V | N | P | GF | GS | DR |
| -------------- | --- | -- | - | - | - | -- | -- | -- |
| Houston Dynamo | 6   | 3  | 2 | 0 | 1 | 7  | 3  | +5 |
| Atlante        | 6   | 3  | 2 | 0 | 1 | 5  | 6  | -1 |
| Guadalajara    | 6   | 3  | 2 | 0 | 1 | 3  | 3  | 0  |
| D.C. United    | 0   | 3  | 0 | 0 | 3 | 4  | 8  | -4 |

### Partite
| Data       | Stadio            | Squadra #1     | Squadra #2     | Risultato |
| ---------- | ----------------- | -------------- | -------------- | --------- |
| 12/07/2008 | RFK Stadium       | D.C. United    | Guadalajara    | 1 - 2     |
| 12/07/2008 | Robertson Stadium | Houston Dynamo | Atlante        | 4 - 0     |
| 15/07/2008 | RFK Stadium       | D.C. United    | Atlante        | 2 - 3     |
| 15/07/2008 | Robertson Stadium | Houston Dynamo | Guadalajara    | 0 - 1     |
| 19/07/2008 | RFK Stadium       | D.C. United    | Houston Dynamo | 1 - 3     |
| 19/07/2008 | Buck Shaw Stadium | Atlante        | Guadalajara    | 2 - 0     |

## Gruppo B

### Classifica
| Squadra         | Pt. | PG | V | N | P | GF | GS | DR |
| --------------- | --- | -- | - | - | - | -- | -- | -- |
| N.E. Revolution | 7   | 3  | 2 | 1 | 0 | 3  | 1  | +2 |
| Pachuca         | 4   | 3  | 1 | 1 | 1 | 3  | 3  | 0  |
| Chivas USA      | 4   | 3  | 1 | 1 | 1 | 3  | 3  | 0  |
| Santos Laguna   | 1   | 3  | 0 | 1 | 2 | 1  | 3  | -2 |

### Partite
| Data       | Stadio                | Squadra #1      | Squadra #2      | Risultato |
| ---------- | --------------------- | --------------- | --------------- | --------- |
| 13/07/2008 | Gillette Stadium      | N.E. Revolution | Santos Laguna   | 1 - 0     |
| 13/07/2008 | The Home Depot Center | Chivas USA      | Pachuca         | 1 - 2     |
| 16/07/2008 | Gillette Stadium      | N.E. Revolution | Pachuca         | 1 - 0     |
| 16/07/2008 | The Home Depot Center | Chivas USA      | Santos Laguna   | 1 - 0     |
| 20/07/2008 | Titan Stadium         | Chivas USA      | N.E. Revolution | 1 - 1     |
| 20/07/2008 | Pizza Hut Park        | Santos Laguna   | Pachuca         | 1 - 1     |

## Semifinali
| Squadra 1       | Risultato | Squadra 2 |
| --------------- | --------- | --------- |
| Houston Dynamo  | 2 – 0     | Pachuca   |
| N.E. Revolution | 1 – 0     | Atlante   |

## Finale
| Arbitro: | Howard Webb |

|                         |                      |                      |
| Ralston 41’ Joseph 102’ | Marcatori            | 14’ Davis 98’ Kamara |
|                         | Tiri di rigore 6 – 5 |                      |